# Gran rombicosidodecaedro no convexo
En geometría, el gran rombicosidodecaedro no convexo es un poliedro uniforme estrellado, indexado como U67. Tiene 62 caras (20 triángulos, 30 cuadrados y 12 estrellas pentagonales), 120 aristas y 60 vértices. También se le llama cuasirombicosidodecaedro. Su símbolo de Schläfli es rr{5⁄3,3}. Su figura de vértice es un cuadrilátero cruzado.
Este modelo comparte el nombre con el gran rombicosidodecaedro convexo, también conocido como icosidodecaedro truncado.

## Coordenadas cartesianas
Las coordenadas cartesianas de los vértices de un gran rombicosidodecaedro no convexo son todas las permutaciones pares de
(±1/τ2, 0, ±(2−1/τ))
(±1, ±1/τ3, ±1)
(±1/τ, ±1/τ2, ±2/τ)
donde τ = (1+√5)/2 es el número áureo (a veces escrito φ).

## Poliedros relacionados
Comparte su disposición de vértices con el gran dodecaedro truncado y con los compuestos uniformes de 6 o 12 prismas pentagonales. Además, comparte su disposición de vértices con el gran dodecicosidodecaedro (con el que tiene las caras triangulares y pentagrámicas en común) y con el gran rombidodecaedro (con el que tiene las caras cuadradas en común).
| Gran rombicosidodecaedro no convexo | Gran dodecicosidodecaedro              | Gran rombidodecaedro                   |
| Gran dodecaedro truncado            | Compuesto de seis prismas pentagonales | Compuesto de doce prismas pentagonales |

### Gran hexecontaedro deltoidal
El gran hexecontaedro deltoidal es un poliedro no convexo isoedral. Es el dual del gran rombicosidodecaedro no convexo. Es visualmente idéntico al gran rombidodecacrono. Tiene 60 caras con forma de cuadriláteros que se cruzan entre sí, 120 aristas y 62 vértices.

También se le llama "gran hexecontaedro estrómbico".